# Volejte Železnému
Volejte Železnému je kontaktní pořad vysílaný TV Barrandov v letech 2013–2014 v době, kdy byl jejím generálním ředitelem Vladimír Železný.

## Obsah pořadu
Pořad byl poprvé vysílán 30. listopadu 2013 a premiérově se ve vysílání objevoval každou sobotu ve 12:00. Železný už měl s tímto formátem dlouholeté zkušenosti z TV Nova, kde jako generální ředitel moderoval pořad Volejte řediteli mezi lety 1994–2003. V barrandovské verzi pořadu bylo možné zasílat své dotazy a vzkazy skrz facebookový profil TV Barrandov, webové stránky, e-mailovou adresu nebo po telefonu. V prvním odvysílaném díle, sám Železný řekl, že chtěl, aby se pořad znovu jmenoval Volejte řediteli, ale nedovolují mu to autorská práva TV Nova. Později dodal, že TV Barrandov si již požádala o odebrání autorských práv TV Nova, jako důvod uvedl dlouhodobé neužívání značky a věřil, že se časem pořad přejmenuje zpět na Volejte řediteli. Pořad skončil 29. března 2014, pár týdnů po skončení Železného ve vedení TV Barrandov.

### Další obsah pořadu
V pořadu Železný řešil mnoho dalších věcí než jen otázky ohledně programu TV Barrandov, komentoval i aktuální situaci v politice či se vracel ke starým událostem, jako např. Česko a arbitráž s 10 miliardami korun. Dále také, že podporoval změnu názvu z České republiky na Česko, kritizoval sociální síť Facebook či zmiňoval, která strana získala jeho hlas ve volbách.

## Další kontaktní pořady TV Barrandov
V rámci TV Barrandov nešlo o první kontaktní pořad, navazoval na předchozí Mailem, poštou, mobilem. Po skončení Volejte Železnému byla do vysílání nasazena parodovaná verze nazvaná Volejte Cibulkovi, který moderovali Aleš Cibulka společně s některými osobnostmi českého showbyznysu. O několik let později TV Barrandov vysílala i pořad Volejte a pište šéfovi, který moderoval Jaromír Soukup.